# Ubiratã
Ubiratã este un oraș în Paraná (PR), Brazilia.